# Sporobolomyces gracilis
Sporobolomyces gracilis är en svampart som beskrevs av Derx 1930. Sporobolomyces gracilis ingår i släktet Sporobolomyces, ordningen Sporidiobolales, klassen Microbotryomycetes, divisionen basidiesvampar och riket svampar.   Inga underarter finns listade i Catalogue of Life.